# Małopolski Szpital Chorób Płuc i Rehabilitacji im. Edmunda Wojtyły
Małopolski Szpital Chorób Płuc i Rehabilitacji im. Edmunda Wojtyły w Jaroszowcu – szpital chorób płuc, znajdujący się w miejscowości Jaroszowiec w powiecie olkuskim.
Historia szpitala rozpoczyna się w 1926 roku, kiedy Wojewódzki Związek Samorządowy w Kielcach podjął uchwałę o budowie zakładu leczniczo-wychowawczego dla dzieci, który spełniałby funkcję profilaktyczno-leczniczą w leczeniu gruźlicy. Za umiejscowieniem Szpitala na tym terenie przemawiały przede wszystkim warunki geograficzne i klimatyczne. Jaroszowiec położony jest wśród rozległych lasów sosnowych, na piaszczystych glebach, w sąsiedztwie Pustyni Błędowskiej. Panuje tu specyficzny mikroklimat, duża jest liczba dni słonecznych, a powietrze jest suche i balsamiczne, co uznaje się za idealne warunki do leczenia chorób płuc. Występujące w nazwach ośrodka określenie „Rabsztyn” nawiązuje do położonych ok. 3 km na południe ruin zamku w Rabsztynie.
Autorem projektu architektonicznego zespołu szpitalnego (składającego się z 3 budynków głównych oraz kilkunastu obiektów gospodarczych i domków mieszkalnych dla personelu) był inż. arch. Jan Witkiewicz-Koszczyc, a budowa (zrealizowana tylko w części) kosztowała 6 mln przedwojennych złotych. Budynek główny szpitala, wybudowany w 1934 roku w stylu funkcjonalizmu, charakteryzuje się oryginalną architekturą. Ściana frontowa jest cyklicznie łamana i prawie całkowicie przeszklona, dzięki czemu sale oświetlone są słońcem przez cały dzień.
Zakład uruchomiono w 1934 roku jako prewentorium. Jednak województwo kieleckie, nie mając wystarczających środków na prowadzenie zakładu, wydzierżawiło go Głównej Komendzie ZHP, która przejęła na siebie dalsze koszty wyposażenia i utrzymania. Sanatorium funkcjonowało aż do wybuchu wojny. Działało w tym okresie przez cały rok. Liczba przyjmowanych dzieci w wieku 6-14 lat wahała się w granicach 180. Stosowano wyłącznie leczenie zachowawcze, klimatyczno-spoczynkowe, ogólno-wzmacniające i farmakologiczne.
Po wybuchu wojny w 1939 roku sanatorium zawiesiło swoją działalność statutową. Przepełniony rannymi szpital w Olkuszu na około pół roku przeniósł do Jaroszowca część chorych. Po tym okresie obiekt zajęli Niemcy, tworząc na jego terenie szkołę muzyczną, a następnie urząd celny (około 2 km od Szpitala przebiegała granica oddzielająca Rzeszę od Generalnej Guberni), by po roku z powrotem utworzyć szpital przeciwgruźliczy dla Niemców. Po ofensywie Armii Radzieckiej w styczniu roku 1945, Rosjanie utworzyli tu szpital wojskowy, funkcjonujący kilka miesięcy.
Po wojnie postanowiono przywrócić obiekt do działalności sanatoryjnej. Wyremontowano budynki, na nowo doprowadzono prąd, kanalizację i uruchomiono centralne ogrzewanie. Od lipca 1946 roku jednostka wznowiła działalność, lecząc na początku 30 dzieci. Od tej chwili zakład przyjął nazwę: Państwowe Sanatorium dla Dzieci w Rabsztynie. Stopniowo doposażono go w sprzęt medyczny i rehabilitacyjny. Uruchomiono oddziały obserwacyjny i zakaźny, zwiększając liczbę łóżek dla pacjentów do 130. Liczba dzieci, które przez te lata korzystały z sanatorium, wynosiła około 1 300 rocznie.
Na przełomie roku 1959/60 sanatorium dla dzieci przekształcono w sanatorium dla dorosłych. W latach 60. liczba łóżek zwiększyła się do 220. Kolejne lata przyniosły rozwój nowych metod leczenia, a także zakupy coraz nowocześniejszych urządzeń, co umożliwiło uruchomienie pracowni badań czynnościowo-oddechowych. W 1967 r. zmieniono nazwę na Państwowe Sanatorium Przeciwgruźlicze „Rabsztyn” w Jaroszowcu, a w 1976 roku powstał tu Wojewódzki Zespół Leczniczo-Rehabilitacyjny.
Wyspecjalizowanie się Szpitala w diagnostyce i leczeniu chorób płuc i zmiana profilu leczonych spowodowała, że w 1984 roku zespół został przekształcony w Wojewódzki Szpital Chorób Płuc w Jaroszowcu, od roku 1999 – w Województwie Małopolskim. Aktualna (2020 r.) nazwa szpitala to Małopolski Szpital Chorób Płuc i Rehabilitacji im. Edmunda Wojtyły.